# グラント郡 (ルイジアナ州)
グラント郡（グラントぐん、英: Grant Parish）は、アメリカ合衆国ルイジアナ州の北部、レッド川バレーに位置する郡である。2010年国勢調査での人口は22,309人であり、2000年の18,698人から19.3％増加した。郡庁所在地はコルファクス（人口1,558人）であり、同郡で人口最大の町でもある。
グラント郡はアレクサンドリア大都市圏に属している。1940年から1960年まで、多くのアフリカ系アメリカ人が他所でのより良い環境を求めて郡を離れたために人口が激減したが、近年は経済の転換を果たし、州内でも人口成長率の高い郡になっている。

## 歴史

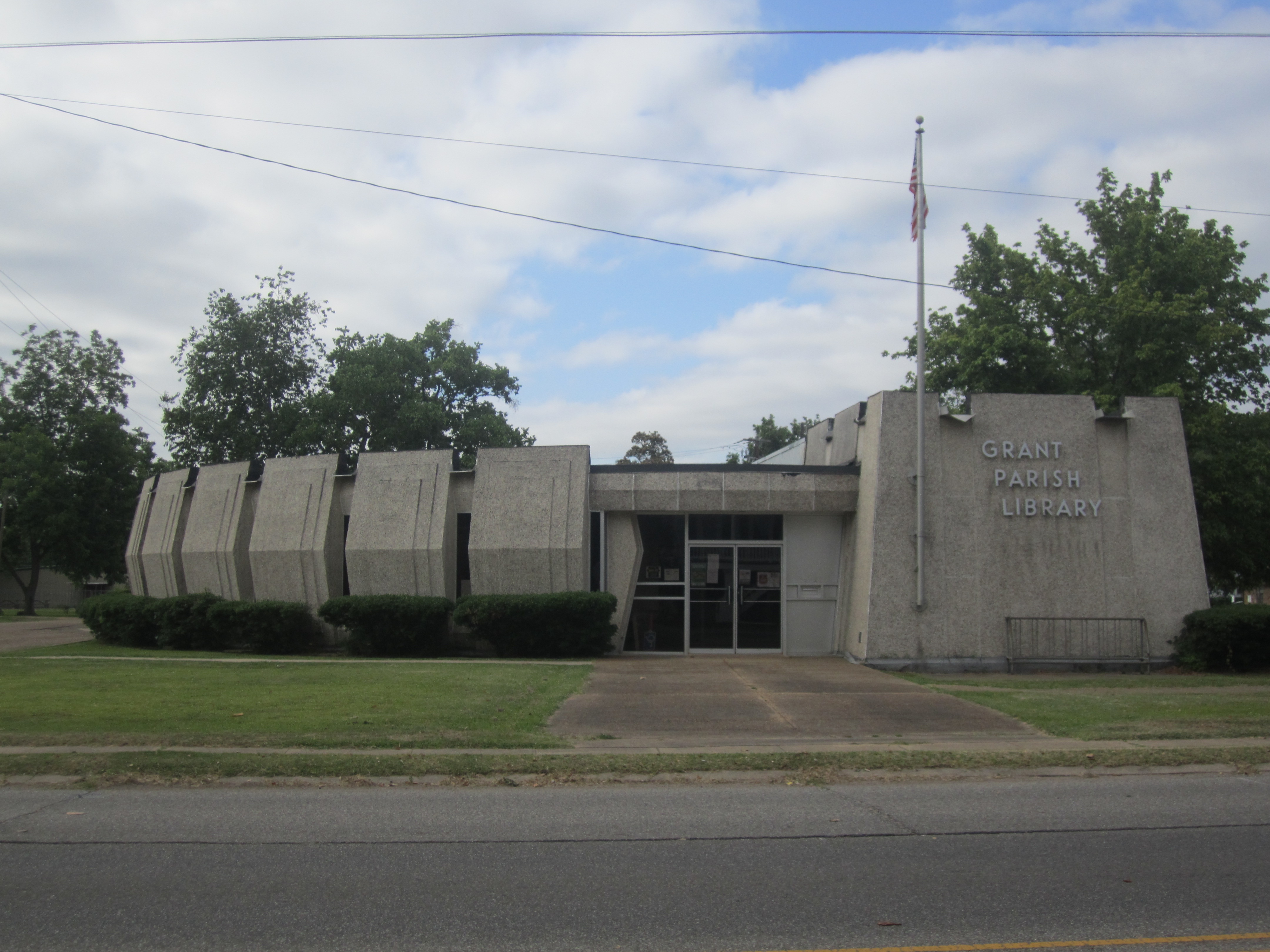
グラント郡図書館

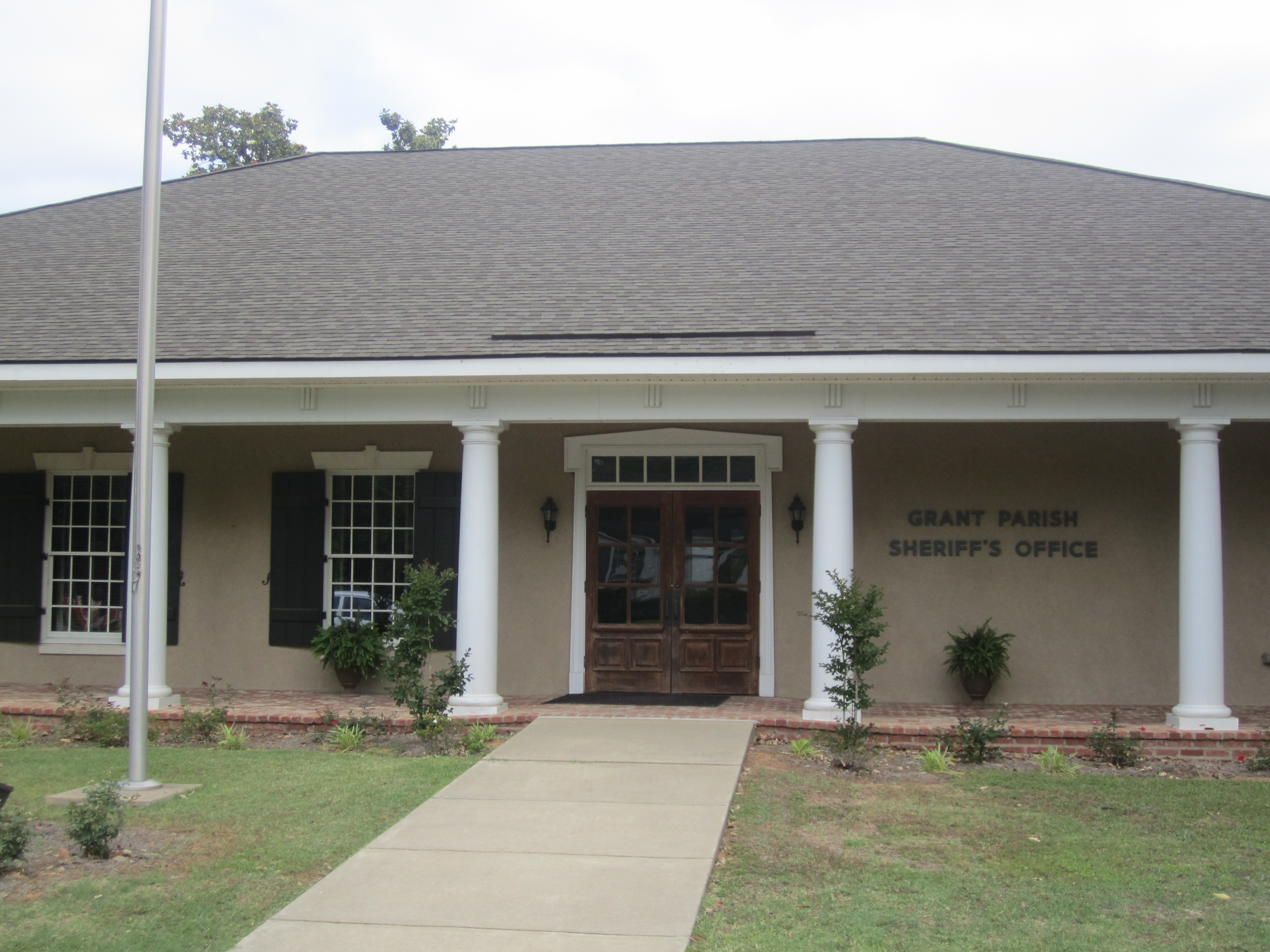
グラント郡保安官事務所

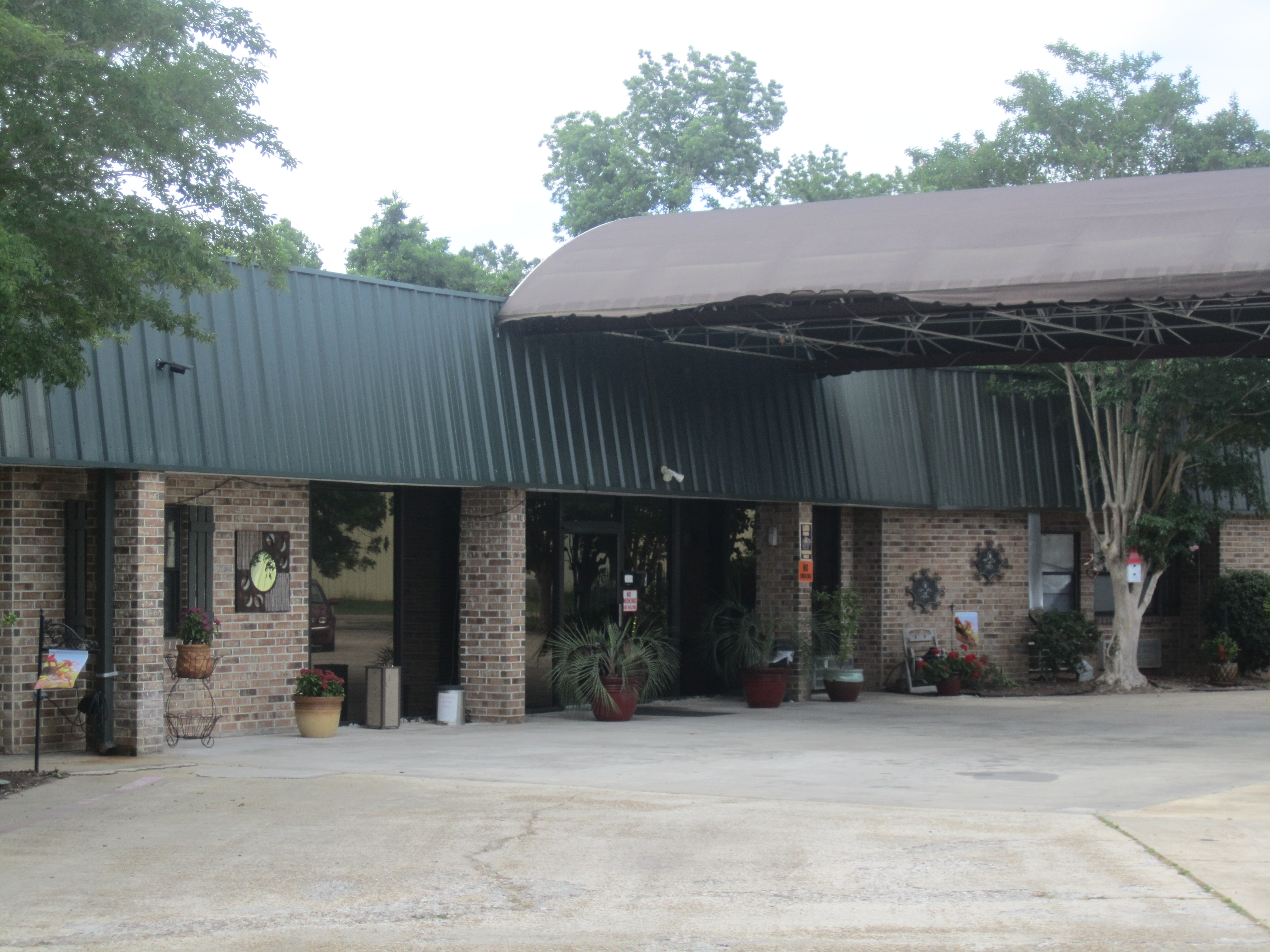
コルファクス・リユニオン・ナーシング・リハビリテーションホーム

グラント郡は当初人口の多い南のラピッズ郡に属していた。南北戦争の前に、活動の中心は「カルフーンズ・ランディング」にあった。この地はサウスカロライナ州生れの綿花と砂糖の農園主メレディス・カルフーンに因んで名付けられていた。カルフーンはまた郡庁所在地になったコルファクスで「ナショナル・デモクラット」という新聞を発行していた。
グラント郡はレコンストラクション時代に、州内で共和党を結党するために創設された新しい郡の1つだった。1869年に設立され、当時は解放奴隷が幾らか多数を占めた。アメリカ合衆国大統領ユリシーズ・グラントに因んで名付けられた。郡庁所在地のコルファクスは、グラント政権の初代副大統領でインディアナ州出身のスカイラー・コルファクスに因んだものだった。郡内には綿花のプランテーションや松林が広がっていた。レコンストラクション時代に白人が社会を支配しようとしたので、かなりの暴力沙汰が起こった、レッド川沿いにある幾つかの地域の一つになった。
1872年の州知事選挙は論争となり、2つの政党が地方役人の名簿を認証しあった。この選挙は最終的に共和党候補者の当選となったが、特定地域では論争が続いた。緊張が高まる中で共和党の役人がコルファクスの郡庁舎でその任に就いた。彼らは解放奴隷と州兵（これも大半が解放奴隷だった）に守られ、民主党の郡政簒奪を恐れた。1873年復活祭の日曜日に白人が民兵隊を組織し、郡庁舎に進軍してくるという噂が広まった。その後の暴力沙汰で3人の白人と120人ないし150人の黒人が殺された。その中には囚人として囚われていた50人が含まれていた。20世紀の歴史家はこの事件をコルファクス暴動と名付けているが、当初ルイジアナ州はコルファクス虐殺と呼んでいた。死体の幾らかが川や森に投げ込まれたので、解放奴隷の死者数は確定していない。
白人民兵隊は、元南軍士官であり戦争捕虜としてオハイオ州のジョンソンズアイランドに囚われていたクリストファー・コロンバス・ナッシュが指揮していた。グラント郡など隣接郡の退役軍人で構成されていた。翌年、ナッシュは民兵隊の多くを集め、白人同盟の最初の支部を作った。州内では他の支部も急速に成長した。民主党を支持するために白人同盟が行った組織的暴力には、黒人有権者に対する脅し行為も含まれていた。この白人同盟は1876年までに民主党が州内の支配力を取り戻すために大きな力になった。その後間もなく黒人の選挙権剥奪が進み、1960年代半ばの公民権運動が終わるまで続いた。

### 21世紀
アメリカ合衆国国勢調査局推計に拠れば、グラント郡は2001年から2006年の5年間でルイジアナ州中央部でも高い人口成長率を示した。ラピッズ郡が1.7％だったのに対し、グラント郡は4.3％だった。隣接するウィン郡などは逆に減少していた。

## 地理
アメリカ合衆国国勢調査局に拠れば、郡域全面積は665平方マイル (1,721 km2)であり、このうち陸地645平方マイル (1,671 km2)、水域は19平方マイル (50 km2)で水域率は2.93％である。

### 主要高規格道路
- アメリカ国道71号線
- アメリカ国道165号線
- アメリカ国道167号線
- ルイジアナ州道8号線
- ルイジアナ州道34号線
- ルイジアナ州道122号線
- ルイジアナ州道123号線
- ルイジアナ州道471号線
- ルイジアナ州道500号線

### 隣接する郡
- ウィン郡 - 北
- ラサール郡 - 東
- ラピッズ郡 - 南
- ナケテシュ郡 - 西

### 国立保護地域
- キサッチー国立の森（部分）

## 人口動態
以下は2000年の国勢調査による人口統計データである。
| 基礎データ - 人口: 18,698人 - 世帯数: 7,073 世帯 - 家族数: 5,276 家族 - 人口密度: 11人/km2（29人/mi2） - 住居数: 8,531軒 - 住居密度: 5軒/km2（13軒/mi2） 人種別人口構成 - 白人: 85.43% - アフリカン・アメリカン: 11.88% - ネイティブ・アメリカン: 0.89% - アジア人: 0.14% - 太平洋諸島系: 0.03% - その他の人種: 0.36% - 混血: 1.28% - ヒスパニック・ラテン系: 1.14% 年齢別人口構成 - 18歳未満: 28.3% - 18-24歳: 7.9% - 25-44歳: 28.1% - 45-64歳: 23.0% - 65歳以上: 12.7% - 年齢の中央値: 36歳 - 性比（女性100人あたり男性の人口） - 総人口: 96.1 - 18歳以上: 93.0 | 世帯と家族（対世帯数） - 18歳未満の子供がいる: 36.5% - 結婚・同居している夫婦: 57.2% - 未婚・離婚・死別女性が世帯主: 12.9% - 非家族世帯: 25.4% - 単身世帯: 22.6% - 65歳以上の老人1人暮らし: 10.1% - 平均構成人数 - 世帯: 2.61人 - 家族: 3.06人 収入と家計 - 収入の中央値 - 世帯: 29,622米ドル - 家族: 34,878米ドル - 性別 - 男性: 31,235米ドル - 女性: 20,470米ドル - 人口1人あたり収入: 14,410米ドル - 貧困線以下 - 対人口: 21.5% - 対家族数: 16.9% - 18歳未満: 27.3% - 65歳以上: 16.2% |

## 政府の機関
アメリカ合衆国刑務所局ポロック刑務所が郡内ポロックに近い未編入領域にある。

## 都市と町

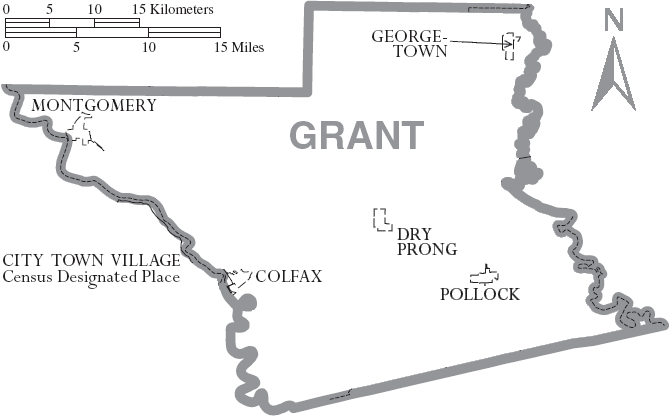
グラント郡図

- コルファクス - 郡庁所在地
- ドライプロング
- ジョージタウン
- モンゴメリー
- ポロック

## 教育
グラント郡教育委員会が郡内公立学校を運営している。